# Don Mancini

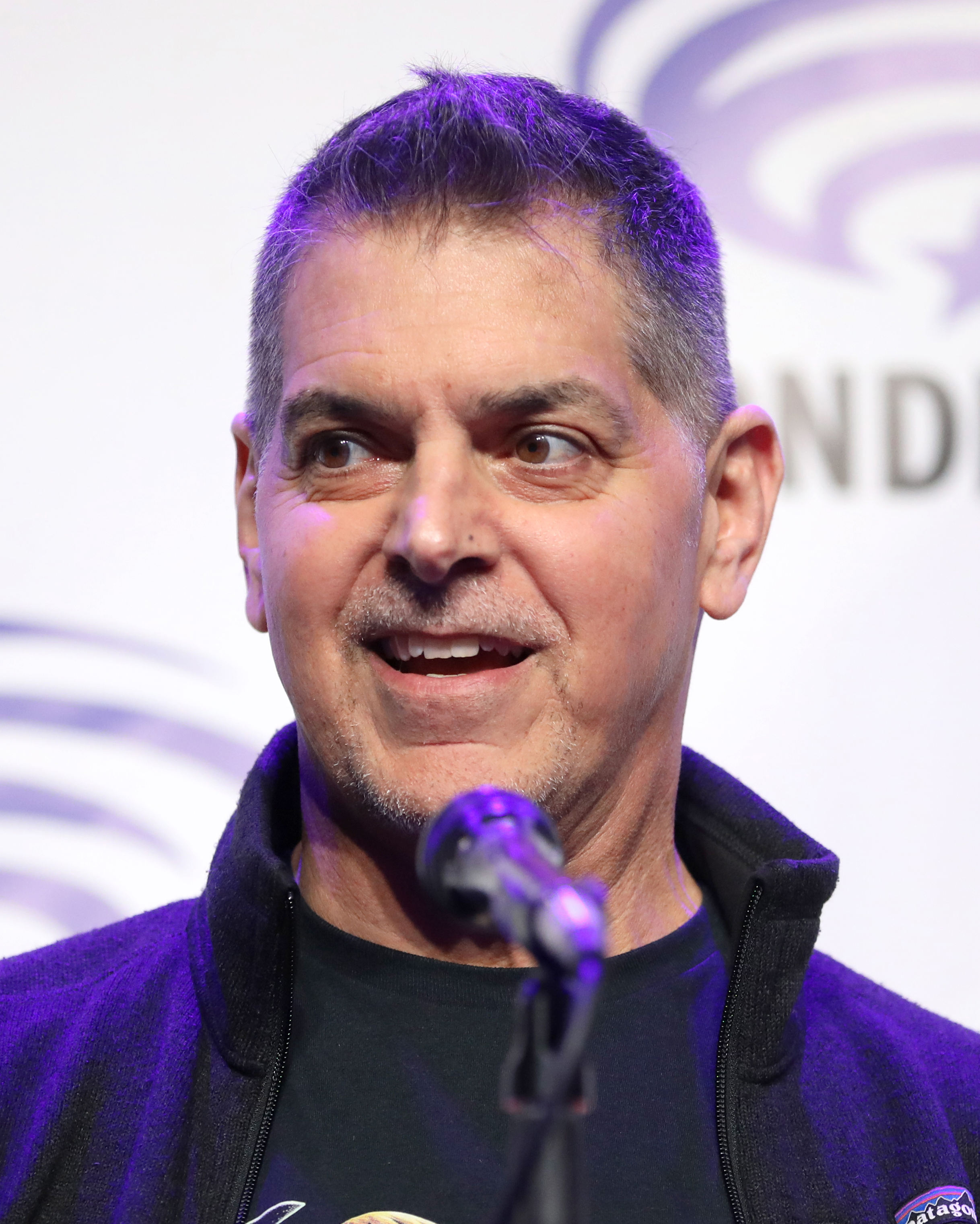
Don Mancini (2024)

George Donald „Don“ Mancini (* 25. Januar 1963 in den USA) ist ein US-amerikanischer Drehbuchautor, Produzent und Regisseur.

## Leben
Mancini tritt seit 1988 im Filmgeschäft in Erscheinung. Sein Werk umfasst hauptsächlich die Filmreihe um die Horrorfilmfigur Chucky. Mancini ist deren Erfinder, verfasste die Drehbücher zu allen Teilen der Reihe und führte selbst bei den bisher letzten drei Teilen Chuckys Baby (2004), Curse of Chucky (2013) und Cult of Chucky (2017) Regie. Außerdem entwickelte er die Fernsehserie Chucky, die seit 2021 ausgestrahlt wird.

## Filmografie (Auswahl)

### Drehbuchautor

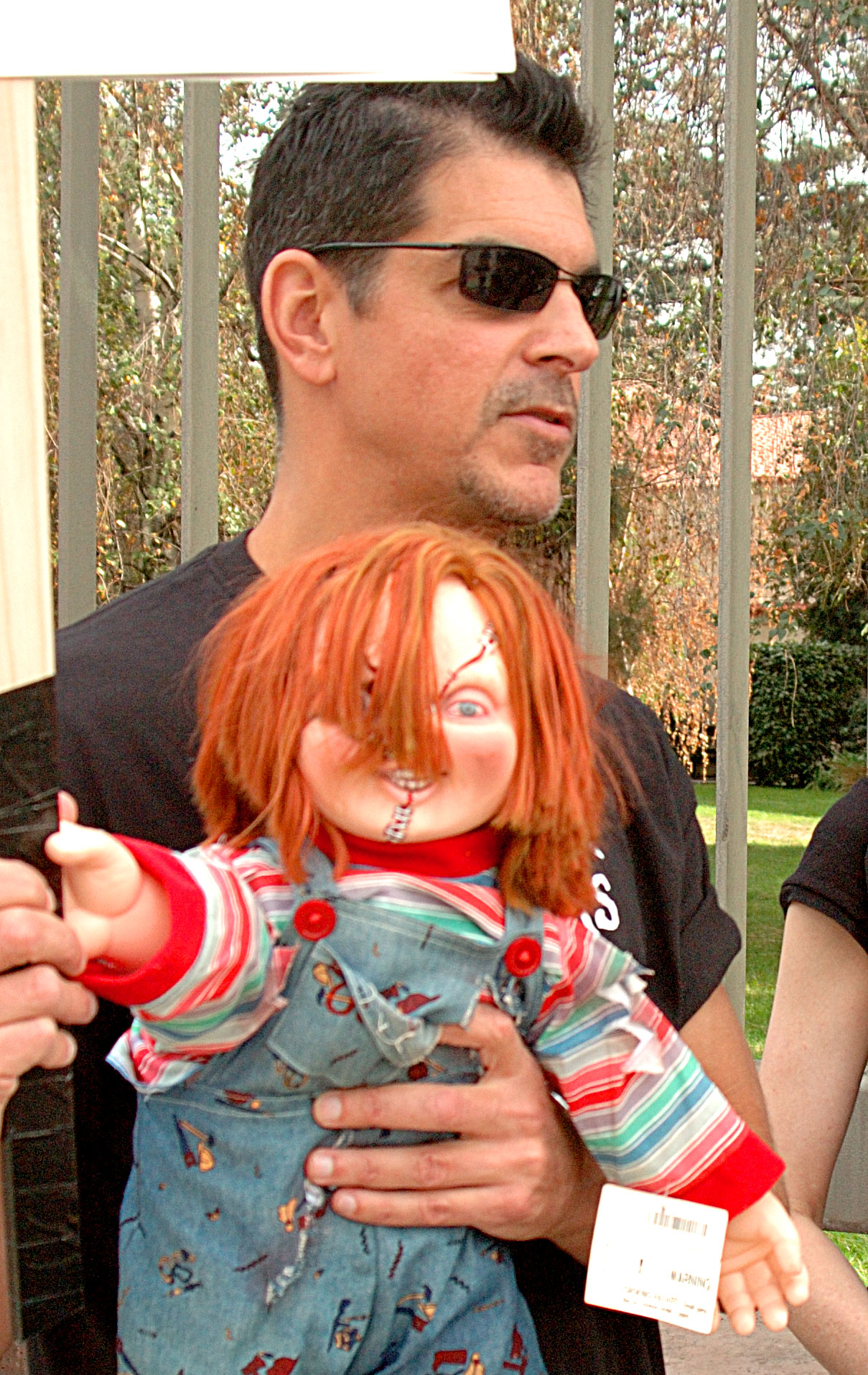
Mancini mit einer Chucky-Puppe (2007)

- 1988: Underground Werewolf (Cellar Dweller)
- 1988: Chucky – Die Mörderpuppe (Child’s Play)
- 1990: Geschichten aus der Gruft (Tales from the Crypt, Fernsehserie, Folge Fitting Punishment)
- 1990: Chucky 2 – Die Mörderpuppe ist wieder da (Child’s Play 2)
- 1991: Chucky 3 (Child’s Play 3)
- 1998: Chucky und seine Braut (Bride of Chucky) (& Produktion)
- 2004: Chuckys Baby (Seed of Chucky) (& Regie)
- 2013: Curse of Chucky (& Regie)
- 2015: Hannibal (Fernsehserie, zwei Folgen) (& Produktion)
- 2016–2017: Channel Zero (Fernsehserie, drei Folgen) (& Produktion)
- 2017: Cult of Chucky (& Regie)
- 2021–2024: Chucky (Fernsehserie, & Regie einer Folge)

## Auszeichnungen
- 1990: Nominierung für den Saturn Award in der Kategorie Bestes Drehbuch für Chucky – Die Mörderpuppe
- 1999: Nominierung für den Saturn Award in der Kategorie Bestes Drehbuch für Chucky und seine Braut